# كتاب جنيف المقدس
كتاب جنيف المقدس أو كتاب السراويل المقدس يعد أحد أهم ترجمات الكتاب المقدس إلى اللغة الإنجليزية من الناحية التاريخية، حيث يسبق نسخة الملك جيمس بـ 51 عامًا. لقد كان الكتاب المقدس الأساسي للبروتستانتية الإنجليزية في القرن السادس عشر واستخدمه وليم شكسبير وأوليفر كرومويل جون نُكس وجون دون وآخرون. لقد كان أحد الكتب المقدسة التي نُقلت إلى أمريكا على سفينة زهرتي وألهمت واجهتها تصميم إفركلين لأول ختم عظيم للولايات المتحدة.